# Latarnia morska Crow Point
Latarnia morska Crow Point – latarnia morska położona piaszczystym północnym brzegu wspólnego ujścia rzek Taw oraz Torridge, naprzeciw  wsi Appledore, Devon.
5 metrowa stalowa wieża została zbudowana w 1954 roku. Latarnia została przebudowana na latarnię słoneczną w 1987 roku. Stacja jest monitorowana z Trinity House Operations & Planning Centre w Harwich. Ponownie zmodernizowano latarnię w 2001 roku.